# Wilhelm Mauser

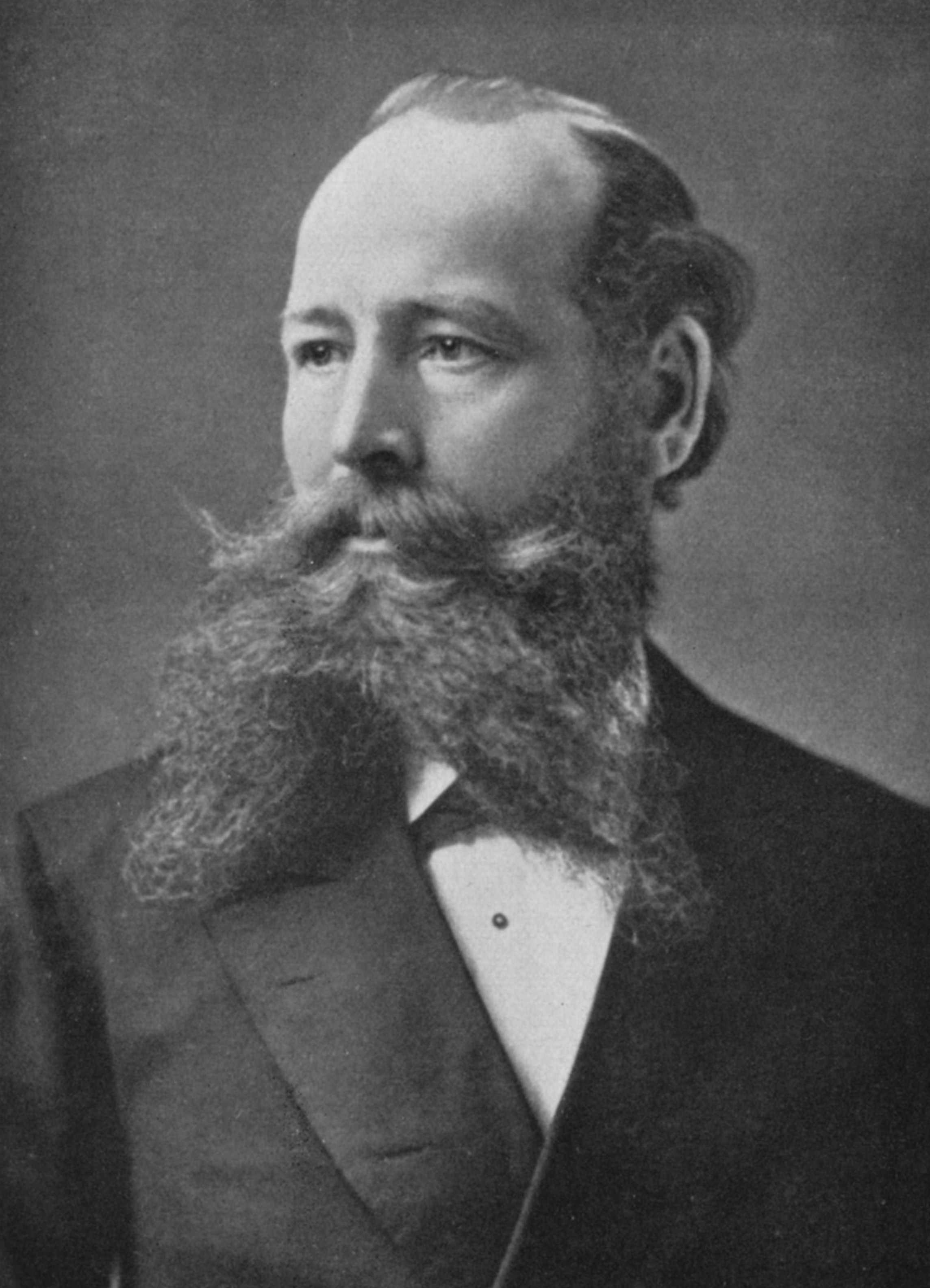
Wilhelm Mauser

Wilhelm Mauser (* 2. Mai 1834 in Oberndorf am Neckar; † 13. Januar 1882 ebenda) war ein deutscher Waffenkonstrukteur und Unternehmer der Rüstungsindustrie.

## Leben
Als Sohn eines Arbeiters der Königlichen Gewehrfabrik in Oberndorf war Wilhelm Mauser seit 1848 ebenfalls dort tätig. Mit seinem Bruder Peter Paul Mauser konstruierte er einen Hinterlader-Geschützverschluß, der 1860 vom württembergischen Kriegsministerium in die Modellsammlung des Arsenals aufgenommen wurde. 1867–1869 hatten die Brüder einen Vertrag mit Samuel Norris, dem Europavertreter des US-amerikanischen Waffenherstellers Remington und hielten sich in Lüttich auf – hier arbeiteten sie an verschiedenen Projekten, so an der Einführung eines von ihnen entwickelten Gewehr-Verschlusses für Bayern und die Niederlande.
1870 kehrten sie nach Oberndorf zurück, setzten ihre Entwicklungsarbeiten für die preußischen Militärbehörden fort und entwickelten mit diesen das Mauser-Gewehr Modell 71, das 1871 eingeführt wurde. 1872 gründeten Mauser und sein Bruder das Unternehmen Gebrüder Wilhelm und Paul Mauser, kauften 1874 die Königliche Gewehrfabrik und wandelten ihr Unternehmen in eine Kommanditgesellschaft unter der Firma Gebr. Mauser & Cie. um.
In Köln-Bickendorf ist die Wilhelm-Mauser-Straße nach ihm benannt. Er hatte acht Kinder, darunter Alfons Mauser, der ebenfalls als Unternehmer erfolgreich wurde.